# Аугустинссон, Юнатан
Ханс Оскар Юнатан Аугустинссон (швед. Hans Oskar Jonathan Augustinsson; 30 марта 1996, Стокгольм, Швеция) — шведский футболист, защитник клуба «Русенборг».
Старший брат Юнатана — Людвиг также является профессиональным футболистом.

## Клубная карьера
Аугустинссон — воспитанник клуба «Броммапойкарна». 19 апреля 2015 года в матче против «АФК Эскильстуна» он дебютировал в Суперэттан. В начале 2016 года Аугустинссон перешёл в «Юргорден». 9 апреля 2017 года в матче против «Хеккена» он дебютировал в Аллсвенскан лиге. 15 июля 2018 года в поединке против «Кальмара» Юнатан забил свой первый гол за «Юргорден». В том же году он помог команде завоевать Кубок Швеции.

## Достижения
«Юргорден»
- Обладатель Кубка Швеции: 2017/18